# Versões da Bíblia

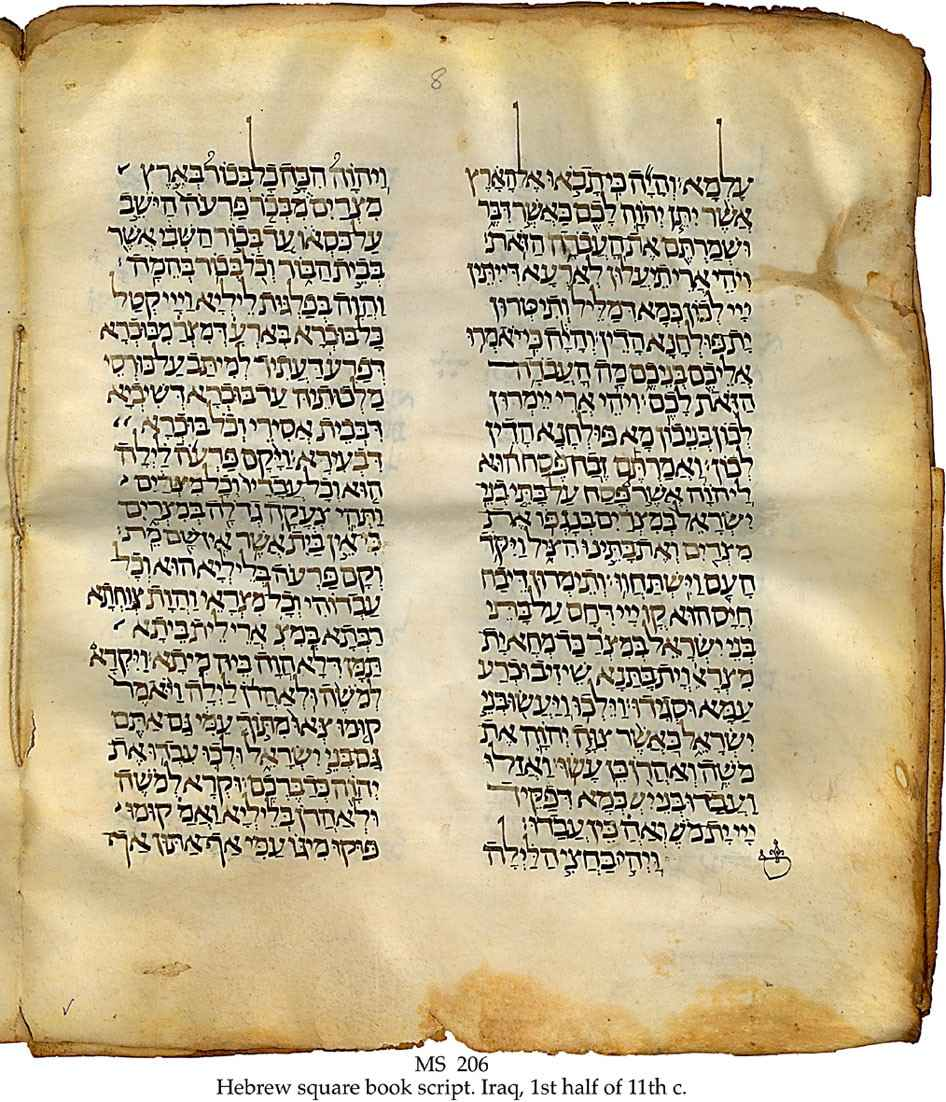
Bíblia hebraica com Targum

Bíblia (do grego βίβλια, plural de βίβλιον, transl. bíblion, "rolo" ou "livro").Em seu significado original, o termo bíblia vem da palavra grega “biblos” que significa “papel, livro, papiro” e pode ser utilizado para todo e qualquer conjunto de textos sagrados que contém os ensinamentos fundamentais de qualquer tipo de religião.

## Antigo Testamento
O Antigo Testamento, também conhecido como "Escrituras Hebraicas", tem 39 livros e constitui a primeira grande parte da Bíblia cristã, e a totalidade da Bíblia hebraica. Foram compostos em hebraico ou aramaico.
Chama-se também Tanakh, acrônimo lembrando as grandes divisões de corsas sobre humanos dos escritos sagrados da Bíblia hebraica que são os Livros da Lei (ou Torá), os livros dos profetas (ou Nevi'im), e os chamados escritos (Ketuvim). Entretanto, a tradição cristã divide o antigo testamento em outras partes, e reordena os livros dividindo-os em categorias; Lei, história, poesia (ou livros de sabedoria) e Profecias.
Muitos séculos antes de Cristo, escribas, sacerdotes, profetas, reis e poetas do povo hebreu mantiveram registros do que receberam de inspiração de Deus, ou seja, o que Deus direcionou a escrever, contendo sua história, seu relacionamento com Deus, e direcionamentos que Deus estava estipulando. Estes registros tinham grande significado e importância em suas vidas e, por isso, foram copiados muitas e muitas vezes e passados de geração em geração, sendo até hoje pelos cristãos a verdade absoluta do que precisam saber sobre Deus e como devem viver.
A Lei compreende os primeiros cinco livros, tais como na Bíblia cristã. Já os Profetas incluem: Isaías, Jeremias, Ezequiel, os Doze Profetas Menores, Josué, Juízes, 1 e 2 Samuel e 1 e 2 Reis. Os escritos reúnem o grande livro de poesia, os Salmos, além de Provérbios, Jó, Ester, Cantares de Salomão, Rute, Lamentações, Eclesiastes, Daniel, Esdras, Neemias e 1 e 2 Crônicas.
Os livros do Antigo Testamento foram escritos em longos pergaminhos confeccionados em pele de cabra e copiados cuidadosamente pelos escribas. Geralmente, cada um desses livros era escrito em um pergaminho separado, embora a Lei que ocupasse espaço maior era escrito em dois grandes pergaminhos.
O aramaico foi a língua original de algumas partes dos livros de Daniel e de Esdras. Hoje se tem conhecimento de que o pergaminho de Isaías é o mais remoto trecho do Antigo Testamento em hebraico.
Estima-se que foi escrito durante o Século II A.C. e por isso, se assemelha muito ao pergaminho utilizado por Jesus na Sinagoga, em Nazaré. Foi descoberto em 1947, juntamente com outros documentos em uma caverna próxima ao Mar Morto.

## Novo Testamento
O Novo Testamento (do grego: Διαθήκη Καινὴ, Kaine Diatheke) é o nome dado à coleção de livros que compõe a segunda parte da Bíblia cristã, cujo conteúdo foi escrito após a morte de Jesus Cristo e é dirigido explicitamente aos cristãos, embora dentro da religião cristã tanto o Antigo Testamento (a primeira parte) quanto o Novo Testamento são considerados, em conjunto, Escrituras Sagradas.
Os livros que compõem essa segunda parte da Bíblia foram escritos a medida que o cristianismo era difundido no mundo antigo, refletindo e servindo como fonte para a teologia cristã. Essa coleção de 27 livros influenciou não apenas a religião, a política e a filosofia, mas também deixou sua marca permanente na literatura, na arte e na música.
O Novo Testamento é constituído por uma coletânea de trabalhos escritos em momentos diferentes e por vários autores. Em praticamente todas as tradições cristãs da atualidade, o Novo Testamento é composto de 27 livros. Os textos originais foram escritos por seus respectivos autores a partir do ano 42 d.C., em grego koiné, a língua franca da parte oriental do Império Romano, onde também foram compostos. A maioria dos livros que compõe o Novo Testamento parece ter sido escrito por volta da segunda metade do século I.
Fazem parte dessa coleção de textos as 13 cartas do apóstolo Paulo (maior parte da obra, escritas provavelmente entre os anos 50 e 68 d.C.), os evangelhos de Mateus, Marcos, Lucas e João (narrativas da vida, ensino, morte e ressurreição de Jesus Cristo, conhecidos como os Quatro Evangelhos), Atos dos Apóstolos (narrativa do ministério dos Apóstolos e da história da Igreja primitiva) além de algumas epístolas católicas menores escrito por vários autores e que tem com conteúdo instruções, resoluções de conflito e outras orientações para a igreja cristã primitiva. Por fim, o Apocalipse do apóstolo João.
Nem todos esses livros foram aceitos imediatamente pela Igreja. Alguma dessas cartas foram contestadas na antiguidade (antilegomena), como Apocalipse de João e algumas Epístolas Católicas menores (II Pedro, Judas, Tiago, II e III João).  Entretanto, gradualmente eles se juntaram a coleção já existente que era aceita pelos Cristãos, formando o cânone do Novo Testamento. Outros livros, como o Pastor de Hermas, a epístola de Policarpo, as de Inácio e as de Clemente (I e II Clemente), circularam na coleção antiga de livros que era aceita por algumas comunidades cristãs. Porém, esses livros foram excluídos do Novo Testamento pela Igreja primitiva.
Curiosamente, apesar do Cânone do Antigo Testamento não ser aceito uniformemente dentro do cristianismo (católicos, protestantes , ortodoxos gregos, eslavos e armênios divergentes quanto aos livros incluídos no Antigo Testamento), os 27 que formam o Cânon do Novo Testamento foram aceitos quase que universalmente dentro do cristianismo, pelo menos desde o século III. As exceções são o Novo Testamento da Igreja Ortodoxa da Etiópia, por exemplo, que considera autêntico o Pastor de Hermas (século II) e a Peshitta, Bíblia da Igreja Ortodoxa Síria, utilizada por muitas Igrejas da Síria, que não inclui o Apocalipse de João na lista de livros inspirados.

## Livros do Antigo Testamento
Diferentes tradições cristãs possuem um diferente cânone para o Antigo Testamento.  A Igreja Católica Romana utilizou , a partir do século I, como canônica a versão chamada Septuaginta, que foi uma tradução dos escritos hebraicos para o grego, feita antes mesmo do fechamento do cânone hebraico na tradição judaica.  Assim, a Septuaginta inclui material que não foi incluído na Bíblia Hebraica farisaica, de fontes diferentes e divergentes, diferente da Bíblia Hebraica egípcia e etíope que possuem o antigo testamento igual ao católico, inclusive material original já escrito em grego.  Os defensores da reforma protestante excluíram do cânone todos os livros ou fragmentos que não correspondiam ao texto hebraico massorético, e como resposta a isso o Concílio de Trento reafirmou em 1546 e determinou que os livros de Judite, Tobias, Sabedoria, Eclesiástico, Baruc, I Macabeus e II Macabeus, os capítulos 13 e 14 e os versículos 24 a 90 do capítulo 3 de Daniel, os capítulos 11 a 16 de Ester (todos existentes em língua grega) deveriam ser respeitados como canônicos, como assim o eram desde o início da igreja primitiva.
Em outras tradições cristãs existe mais material adicional, como por exemplo na Bíblia Etíope e na Bíblia Copta.  A tradição reformada optou por seguir o cânone estabelecido pela tradição judaica farisaica, porém mantendo a diferente ordem dos livros.

## Livros do Novo Testamento
Os 27 livros do Novo Testamento foram escritos em diversos lugares e por autores diferentes que classificaram seus Escritos como inspirados, ao lado dos Escritos do Antigo Testamento. Entretanto,ao contrário do Antigo Testamento, o Novo foi produzido em um curto espaço de tempo, durante menos de um século. Esses livros eram respeitados, colecionados e circulavam na igreja primitiva como Escrituras Sagradas. O fato desses livros terem sido lidos, citados, colecionados, e passados de mão em mão dentro das igreja do início do cristianismo, assegura que a Igreja Primitiva tinham eles como proféticos ou divinamente inspirados desde o começo.. A divisão do Novo Testamento em seções e versículos é atribuída a Amônio de Alexandria, do século III, e à Eutálio de Alexandria , no século V d.C., que continuou o trabalho de Amônio.

## Versões da Bíblia em hebraico
O Codex Aleppo ou  "Códice de Alepo" no (Hebraico: כֶּתֶראֲרָםצוֹבָא, (sˁovɔʔ ʔăɾɔm de kɛθɛɾ) Keter Aram Tsova é o mais antigo e completo manuscrito da Bíblia Hebraica de acordo com o Tiberiano Massorá, produzido e editado pelo respeitado massoreta Aaron ben Moses ben Asher. Datado de 930 d.C., cerca um terço dele, inclui quase toda a Torá. Considera-se o manuscrito original de maior autoridade massoreta, que segundo a tradição familiar, estas Escrituras Hebraicas foram preservadas de geração em geração. Assim o Códice de Alepo é visto como fonte original e a maior autoridade para o texto bíblico e os rituais judaicos. Este provou ter sido o texto mais fiel aos princípios dos Massoretas. O Códice de Alepo tem uma longa história de consultas pelas autoridades rabínicas. Os estudos modernos mostraram-no como a mais exata representação dos princípios massoréticos que podem ser encontrados em todo o manuscrito, contendo  pouquíssimos erros entre os milhões dos detalhes ortográficos que compõem o texto massorético.
O Códice de Leningrado ("Codex Leningradensis, L") catalogado com a sigla "Firkovich B 19",  é um dos mais antigos  e completos manuscritos do texto massorético da Bíblia hebraica, escrito em pergaminho e datado de 1008 EC, de acordo com o Colophon (book), é a cópia completa mais antiga das Escrituras Hebraicas do mundo. Este manuscrito serve como texto básico para modernas traduções da Bíblia, e encontra-se na famosa Biblioteca Pública de São Petersburgo Leningrado, Rússia.. Atualmente, o Códice de Leningrado é o mais importante texto Hebraico reproduzido na Rudolf Kittel's Biblia Hebraica (BHK),(1937) e na Bíblia Hebraica Stuttgartensia (BHS), (1977). Serve também  como uma fonte para que eruditos trabalhem na recuperação de detalhes nas partes faltantes do Codex de Aleppo.

## Versões da Bíblia em samaritano
Pentateuco Samaritano ou "Torá Samaritana" é o nome que se dá à Torá usada pelos judeus samaritanos. Os samaritanos recusam o restante dos livros do Tanakh, aceitando apenas os cinco livros da Torá como inspirado. Os samaritanos os rejeitam por não aceitá-lo como vindo de Deus. O Pentateuco samaritano está escrito no alfabeto samaritano, que é diferente do hebraico e era a forma de escrita usada antes do cativeiro babilônico (cerca de 597-586 a.C). Além da linguagem diferente, existem outras discrepâncias entre o Texto Massorético e a Torá Samaritana. Um exemplo é que na versão samaritana dos Dez Mandamentos, onde Deus conclama o povo que construa o altar no Monte Gerizim. O Pentateuco Samaritano ficou conhecido mundialmente, quando Pietro della Valle trouxe de Damasco em 1616 uma cópia do texto. Mesmo assim essa versão do texto samaritano não é absoluta. Em Q'umran foram encontrados fragmentos do texto que combinam com o Texto Massorético, como por exemplo não trazer nenhuma referência ao Monte Gerizim.

## Versões da Bíblia em aramaico
A Peshitta  é a versão padrão da Bíblia no idioma siríaco (ܠܫܢܐ ܣܘܪܝܝܐ - L'shana Suryaya) do século II. O nome Peshitta é conhecido como derivado do siríaco mappaqtâ pshîṭtâ (ܡܦܩܬܐ ܦܫܝܛܬܐ), significando literalmente “a versão simples”. Entretanto, é também possível traduzir o nome pshîṭtâ como “terra comum” (isto é, para todos os povos), ou “correto”, traduzido usualmente como “simples”. Siríaco (Sy) é um dialeto, ou grupo de dialetos, do Aramaico oriental. Escreve-se no alfabeto siríaco, e é transliterado para o alfabeto latino de diferentes  maneiras: Peshitta, Peshittâ, Pshitta, Pšittâ, Pshitto, Fshitto.

## Versões da Bíblia em grego
O Codex Vaticanus, também conhecido como "Manuscrito B" ou "03" (Gregory-Aland), pertence ao século III. Foi considerado por Westcott e Hort como o melhor manuscrito grego do Novo Testamento. É um dos manuscritos mais antigos da Bíblia, sendo inclusive ligeiramente mais antigo que o Codex Sinaiticus. Ele é um dos manuscritos unciais, isto é, escritos em letras gregas maiúsculas. O Vaticanus originalmente continha uma cópia completa da Septuaginta, com exceção de 4 Macabeus e a Prece de Manassés. A ordem dos livros do Antigo Testamento é como segue: de Gênesis a 2 Crônicas está na ordem normal, depois aparecem 1 e 2 Esdras, Salmos, Provérbios, Eclesiastes, Cantares, Jó, Sabedoria, Eclesiástico, Ester, Judite, Tobias, os profetas menores de Oseias a Malaquias, e os profetas maiores Isaías, Jeremias, Baruc, Lamentações, Jeremias, Ezequiel e Daniel. O Novo Testamento do Codex Vaticanus contém os Evangelhos, Atos, as Epístolas Gerais, as Epístolas de Paulo e Hebreus (até Heb 9:14, καθα [ριει); assim falta I e II Timóteo, Tito, Filemon e o Apocalipse. Estas páginas faltantes foram substituídas por um manuscrito cursivo do século XV (No. 1957). O grego é escrito sem espaços entre as palavras, continuamente, e as letras originais foram reescritas mais tarde por um escriba do século XI. A pontuação é rara (os acentos foram adicionados por um escriba num período mais tardio). O manuscrito contém misteriosos pontos duplos (também chamados de "umlauts") nas margens do Novo Testamento, que parecem marcar lugares onde havia incerteza textual. Há 795 destes pontos duplos no texto e aproximadamente outros 40 que são incertos. A data destas marcações é disputada entre os especialistas.
O Codex Sinaiticus, também conhecido como "Manuscrito Aleph" (primeira letra do alfabeto hebraico), é um dos mais importantes manuscritos gregos já descobertos, pois além de ser um dos mais antigos doséculo III), e o único codex que contém o Novo Testamento inteiro. Atualmente acha-se no Museu Britânico (Additional 43725). Juntamente com o Codex Vaticanus, é um dos mais importantes manuscritos gregos para o Criticismo Textual, além do texto da Septuaginta. É escrito em quatro colunas por página, 48 linhas por página. As letras não contem acentos e respirações. Contém as seções amonianas com referência aos cânones eusebianos.
O Codex Alexandrinus, também conhecido como "Manuscrito A", pertence à primeira metade do século IV. Este códice contém a Septuaginta e grande parte do Novo Testamento. Juntamente com o Codex Sinaiticos e com o Codex Vaticanus, este é um dos mais completos manuscritos gregos antigos da Bíblia. Este manuscrito recebe o nome de Alexandria, lugar onde se acredita que ele foi originalmente escrito. O texto deste codex foi escrito em grego uncial, disposto em duas colunas, com 46 a 52 linhas por coluna e 20 a 25 letras por linha. As linhas iniciais de cada livro são escritas em vermelho e cada uma das seções é marcada com uma grande letra na margem. O manuscrito contém a cópia completa da LXX, incluindo os livros de III e IV Macabeus, Salmo 151 e o 14 Odes. A Epístola a Marcellinus, atribuída a Atanásio, bem como o sumário dos Salmos, atribuído a Eusébio, foram acrescentados antes do Livro de Salmos. Este codex também contém todos os livros do Novo Testamento, incluindo acréscimos de I e II Clemente. Contém tábulas do κεφαλαια, κεφαλαια, τιτλοι, as seções amonianas e os cânones eusebianos. A proveniência original deste manuscrito é desconhecida. Uma nota em Latim, provavelmente do século XVII, declara que o manuscrito foi dado de presente para o patriarca de Alexandria no ano de 1098. Em 1621, o patriarca de Constantinopla, Cirilo Lucas, presenteou-o a Carlos I de Inglaterra. Hoje encontra-se no Museu Britânico.

## Versões da Bíblia em latim
Vetus Latina foi o nome comumente dado aos textos bíblicos traduzidos para o latim antes da tradução de São Jerônimo, conhecida como Vulgata.Vetus Latina é uma expressão em latim que significa "Latim Antigo". Com a pregação do cristianismo por todo Império Romano, houve a necessidade de se traduzir os escritos bíblicos para os cristãos que não liam o grego ou o hebraico. Acredita-se que esta tradução dos escritos bíblicos seja do início do século I, e que foram realizadas por tradutores informais.
Vulgata é a forma latina abreviada de vulgata editio ou vulgata versio  ou vulgata lectio, respectivamente "edição, tradução ou leitura de divulgação popular" - a versão mais difundida (ou mais aceita como autêntica) de um texto.
No sentido corrente, Vulgata é a tradução para o latim da Bíblia, escrita entre fins do século IV início do século V, por São Jerónimo, a pedido do bispo Dâmaso I, que foi usada pela Igreja Cristã e ainda é muito respeitada.
Nos seus primeiros séculos, a Igreja serviu-se sobretudo da língua grega. Foi nesta língua que foi escrito todo o Novo Testamento, incluindo a Carta aos Romanos, de São Paulo, bem como muitos escritos cristãos de séculos seguintes.
No século IV, a situação já havia mudado, e é então que o importante biblista São Jerónimo traduz pelo menos o Antigo Testamento para o latim e revê a Vetus Latina.
A Vulgata foi produzida para ser mais exata e mais fácil de compreender do que suas predecessoras. Foi a primeira, e por séculos a única, versão da Bíblia que verteu o Velho Testamento diretamente do hebraico e não da tradução grega conhecida como Septuaginta. [carece de fontes?] No Novo Testamento, São Jerônimo selecionou e revisou textos. Chama-se, pois, Vulgata a esta versão latina da Bíblia que foi usada pela Igreja Católica Romana durante muitos séculos, e ainda hoje é fonte para diversas traduções.
O nome vem da expressão vulgata versio, isto é "versão de divulgação para o povo", e foi escrita em um latim cotidiano, usado na distinção consciente ao latim elegante de Cícero, o qual Jerônimo considerava seu mestre.
A denominação Vulgata consolidou-se na primeira metade do século XVI, sobretudo a partir da edição da Bíblia de 1532, tendo sido definitivamente consagrada pelo Concílio de Trento, em 1546. O Concílio estabeleceu um texto único para a Vulgata a partir de vários manuscritos existentes, o qual foi ratificada mais uma vez como a Bíblia oficial da Igreja, confirmando assim os outros concílios desde o século II, e a essa versão ficou conhecido como Vulgata Clementina.
Após o Concílio Vaticano II, por determinação de Paulo VI, foi realizada uma revisão da Vulgata, sobretudo para uso litúrgico. Esta revisão, terminada em 1975, e promulgada pelo Papa João Paulo II, em 25 de abril de 1979, é denominada Nova Vulgata e ficou estabelecida como a nova Bíblia oficial da Igreja Católica .

## Versões da Bíblia em inglês
A Bíblia de Wycliffe é o nome dado a um conjunto de traduções da Bíblia para o Inglês médio, feitas sob a direção de John Wycliffe. Elas surgiram aproximadamente ao longo de um período entre os anos de 1382 e 1395. Estas traduções bíblicas foram a causa inspiradora do movimento pré-Reforma Protestante dos lolardos, que rejeitava muitos dos ensinamentos da Igreja Católica.
A Bíblia do Rei James (em português "Jaime" ou "Tiago"), também conhecida como "Versão do rei James" ou "Bíblia KJV" (em inglês: King James Version), é uma tradução inglesa da bíblia realizada em benefício da Igreja Anglicana, sob ordens do rei Jaime I. A primeira publicação data de 1611, causou um profundo impacto não apenas nas traduções inglesas posteriores, mas na literatura inglesa como um todo. As obras de autores famosos como John Bunyan, John Milton, Herman Melville, John Dryden e William Wordsworth estão repletas de aparentes inspirações nesta tradução da Bíblia. Versões como a New King James Version são revisões de seu texto. Importante não só na literatura inglesa, a Bíblia do rei James também causou profundo impacto social na Inglaterra do século XVII e inclusive a ela alguns historiadores relacionam papel importante nas próprias revoluções inglesas do século XVII. A combinação de uma versão da Bíblia em vernáculo, assim como os custos cada vez mais baixos de impressão fizeram com que a Bíblia do rei James fosse rapidamente distribuída e largamente lida por praticamente todas as camadas sociais inglesas. Como resultado, a bíblia se torna o centro de todas as discussões e é utilizada largamente para embasar ideologias. Pode-se dizer que a Bíblia do rei James traz uma resignificação para a bíblia no período; até então livro o qual poucos obtinham acesso para leitura, sua tradução e barateamento de custo alto de produção, pois era manuscrita e a sua confecção não demorava menos de dois anos por unidade, então com a subseqüente distribuição em larga escala, causa um fenômeno novo dentro do cristianismo: a bíblia passa a ser lida pela população. Até hoje esta versão da Bíblia é respeitada por muitos cristãos, sendo que até existem grupos que a consideram a melhor tradução já feita até hoje da Bíblia.[carece de fontes?]
A Bíblia de Genebra é a segunda mais popular versão da Bíblia no idioma inglês, ficando atrás apenas da King James. Versões em outros idiomas, baseadas na edição inglesa, foram produzidas em países onde o calvinismo possui adeptos. Sua edição em português é publicada pela Editora Cultura Cristã, vínculada à Igreja Presbiteriana do Brasil.

## Versões da Bíblia em espanhol
A Bíblia Reina-Valera que alcançou muita ampla difusão durante a Reforma protestante do Século XVI, representa a primeira tradução castelhana completa, direta e literal dos bíblicos textos em grego, hebraico e aramaico, e deve seu nome à suma de esforços de Casiodoro de Reina, seu autor principal, materializados na Bíblia do Urso (Basiléa, Suíça, 1569), e de Cipriano de Valera, seu primeiro revisor, materializados na Bíblia do Cântaro (Amsterdam, Países Baixos, 1602).

## Versões da Bíblia em alemão
A Bíblia de Lutero é uma tradução alemã da Bíblia, produzida por  Martinho Lutero, impressa pela primeira vez em 1534. Esta tradução é considerada como sendo em grande parte responsável pela evolução da moderna língua alemã. "A tarefa de traduzir a Bíblia, que ele assumiu, o absorveu até o final de sua vida."  Em (1521 - 1522) Lutero começou a traduzir o Novo Testamento para o Alemão, a fim de torná-la mais acessível a todas as pessoas do "Sacro Império Romano-Germânico". Ele usou a segunda edição de Erasmo de Roterdão do Novo Testamento grego (1519). O grego texto de Erasmo viria a ser conhecido como  Textus Receptus. Para ajudá-lo na tradução Lutero fez incursões nas cidades próximas e nos mercados para ouvir as pessoas falando. Ele queria garantir que sua tradução seria a mais próxima possível da linguagem contemporânea. A Bíblia Luther Foi publicada em setembro de 1522, seis meses após ele ter retornado a Wittenberg.